# معركة أونجال
معركة أونجال وقعت في صيف عام 680 في منطقة أونجال ، وهو موقع غير معروف بدقة لكنه كان حول دلتا الدانوب بالقرب من جزيرة بيوس (مقاطعة تولسيا الحالية في رومانيا) . دارت المعركة بين البلغار (الذين غزوا البلقان مؤخرًا) والإمبراطورية البيزنطية التي خسرت المعركة في النهاية. كانت المعركة حاسمة وسبب لقيام الإمبراطورية البلغارية الأولى .